# Cantone di Saint-Pierre-sur-Dives
Il Cantone di Saint-Pierre-sur-Dives era una divisione amministrativa dell'arrondissement di Lisieux.
A seguito della riforma approvata con decreto del 17 febbraio 2014, che ha avuto attuazione dopo le elezioni dipartimentali del 2015, è stato soppresso.

## Composizione
Comprendeva i comuni di:
- Boissey
- Bretteville-sur-Dives
- Hiéville
- Mittois
- Montviette
- L'Oudon
- Ouville-la-Bien-Tournée
- Saint-Georges-en-Auge
- Sainte-Marguerite-de-Viette
- Saint-Pierre-sur-Dives
- Thiéville
- Vaudeloges
- Vieux-Pont-en-Auge